# Jan Mente Drent
Jan Mente Drent (25 november 1973) is een Nederlandse dammer die is opgegroeid op het Hogeland en tegenwoordig in Friesland woont.
Hij maakte als jeugdspeler van Damvereniging Warffum snel vorderingen en werd in 1985 Nederlands pupillenkampioen en (als 11-jarige) provinciaal Gronings aspirantenkampioen. Hij was in 1988 Nederlands sneldamkampioen bij de aspiranten en deelnemer aan het eerste wereldkampioenschap voor aspiranten in het Franse Parthenay met 4 overwinningen, 2 remises en 2 nederlagen. Hij was provinciaal Gronings seniorenkampioen in 1990 (terwijl hij tijdens het toernooi 17 werd), 1992, 1993 en 1999 en deelnemer aan het Nederlands kampioenschap in 2000 met 1 overwinning, 7 remises en 5 nederlagen die hem een 13e plaats opleverden. Hij kreeg voor zijn prestaties in het jaar 1993 de sportprijs van de gemeente Eemsmond. Vanaf het seizoen 2002/03 speelt hij voor Hijken DTC.